# فهرست سازمان‌های حقوق بشر
فهرست سازمان‌های حقوق بشر در سراسر دنیا در زیر آمده‌ است. این فهرست شامل احزاب سیاسی و نهادهای دانشگاهی نمی‌باشد، بلکه سازمان‌های مذهبی و سکولار را در بر می‌گیرد.

## سازمان‌های جهانی غیردولتی
- عفو بین‌الملل
- بین‌الملل ضد برده‌داری
- کمیته دانشمندان نگران
- کمیته حفاظت از روزنامه‌نگاران
- سازمان ریش‌سفیدان
- بردگان را آزاد کنید
- خانه آزادی
- مسئولیت حمایت
- دیده‌بان حقوق بشر
- اتحاد بین‌المللی زنان
- کمیسیون بین‌المللی قضات
- نهضت بین‌المللی صلیب سرخ و هلال احمر
- کمیته بین‌المللی صلیب سرخ (خصوصی، سازمان مستقل)
- گروه بین‌المللی بحران
- فدراسیون جهانی جامعه‌های حقوق بشر
- اتحادیه جهانی انسان‌گرا و اخلاق‌گرا
- کمیسیون حقوق بشر اسلامی
- گروه بین‌المللی حقوق اقلیت‌ها
- گزارشگران بدون مرز
- دیدبان حقوق شیعیان
- مرکز عدالت طاهره
- شفافیت بین‌الملل
- سازمان ملت‌ها و اقلیت‌های غیررسمی

- سازمان حقوق بشر رابرت اف. کندی
- ائتلاف مطبوعات آزاد

## سازمان‌های غیردولتی با تمرکز برروی کشورها

### ایالات متحده آمریکا
- اتحادیه آزادی‌های مدنی آمریکا
- آوازدات‌ارگ
- کمپین حقوق بشر

### ایران
- کانون مدافعان حقوق بشر
- مرکز حمایت از حقوق بشر [۱]

### کامبوج
- اتحادیه کامبوج برای ترویج و دفاع از حقوق بشر

### مصر
- شایفنکم

### نپال
- مرکز خدمات غیررسمی نپال

## زیرمجموعه‌های سازمان ملل متحد
- کمیساریای عالی حقوق بشر سازمان ملل متحد
- شورای امنیت سازمان ملل متحد
- شورای حقوق‌ بشر سازمان ملل متحد
- کمیسیون حقوق بشر سازمان ملل متحد
- دیوان کیفری بین‌المللی
- یونسکو

### زیرمجموعه‌های معاهده حقوق بشر
- معاهده بین‌المللی محو همه اشکال تبعیض نژادی
- کنوانسیون رفع هرگونه تبعیض علیه زنان
- کنوانسیون ملل متحد علیه شکنجه

## سازمان‌های چندجانبه دیگر
- اتحادیه کشورهای مشترک‌المنافع
- دادگاه حقوق بشر اروپا